# Cameco
Cameco (TSX : CCO) est une entreprise canadienne qui fait partie de l'indice S&P/TSX 60. C'est l'un des plus grands producteurs d'uranium au monde, produisant 16 % de l'uranium mondial, et disposant de près de 200 000 tonnes de réserves.

## Histoire
Cameco - Canadian Mining and Energy Corporation  - est créée en 1988 par la fusion et la privatisation de deux sociétés d'État : la société fédérale Eldorado Mining and Refining et la Saskatchewan Mining Development Corporation (SMDC).
Les débuts de l'entreprise sont plutôt difficiles, Cameco vend 1/3 de ses intérêts dans la mine d'uranium de Rabbit Lake, et licencie un total de 58 employés l'année suivante sur les sites de Blind River et de Port Hope pour s'adapter à un marché faiblissant de l'uranium, ainsi qu'à de fortes dettes.
En 1991, Cameco fait son entrée aux bourses de Toronto et de Montréal.
En 1996, Cameco acquiert Power Ressources Inc., le plus grand producteur d'uranium aux États-Unis, et fait son entrée au New York Stock Exchange. Cela est suivi en 1998 par l'acquisition de la société canadienne Uranerz Exploration and Mining Limited et Uranerz USA, Inc..
En 2008, Cameco rachète 550 tonnes d'uranium que les États-Unis ont secrètement sorti d'Irak ("opération McCall"), un stock accumulé pendant la période de règne de Saddam Hussein. Selon les sources, la sortie de l'uranium du territoire irakien s'est faite "à la demande du gouvernement irakien" et que Cameco était "ravi de pouvoir leur venir en aide", bien que rien n'indiquait que cet uranium était destiné à une utilisation militaire. Simultanément, les Émirats arabes unis ont supprimé une dette de 7 milliards $ que l'Irak lui devait,. Pour Dave Martin, le responsable de Greenpeace Canada, ce rachat de l'uranium irakien est un choix risqué qui implique directement le pays dans le conflit irakien, et qui l'expose aux menaces terroristes.
En juin 2010, Cameco signe avec la compagnie nucléaire nationale chinoise pour lui fournir 10 435 tonnes d'uranium sur 10 ans, puis en novembre 2010, Cameco signe un contrat au montant gardé confidentiel avec le chinois China General Nuclear Power Corporation pour lui fournir 13 000 tonnes d'uranium sur une période de 15 ans. Ces ventes exceptionnelles provoquent un rebond dans le prix de l'uranium.
En 2012, Cameco acquiert l'entreprise nucléaire allemande Nukem pour 136 millions $, et accepte de prendre en charge sa dette de 164 millions $,.
En septembre 2013, Cameco est accusé par le fisc canadien (ARC) d'avoir contourné le paiement de plus de 800 millions $ en impôts. En 1999, Cameco aurait vendu à sa filiale suisse un fort stock d'uranium à bas prix, filiale qui revendit ce stock à prix fort quelques années plus tard, profitant au passage de la fiscalité avantageuse suisse alors que le stock en question aurait dû être imposé au Canada. Cameco rejette ces accusations,.
En novembre 2023, Cameco, associé à Brookfield, finalise le rachat de Westinghouse (une des principales entreprises de services dans le nucléaire), qui devient canadien.

## Principaux actionnaires
Au 7 janvier 2020:
| Beutel, Goodman                                  | 5,86% |
| Capital Research & Management                    | 5,47% |
| T. Rowe Price Associates (Investment Management) | 3,93% |
| Adage Capital Management                         | 3,17% |
| Royal Bank of Canada                             | 3,10% |
| MFS Investment Management Canada                 | 2,94% |
| The Vanguard Group                               | 2,94% |
| Kopernik Global Investors                        | 2,91% |
| Marathon Asset Management                        | 2,89% |
| AzValor Asset Management                         | 2,82% |

## Activité
Cameco dispose de mines d'uranium au Canada, aux États-Unis et au Kazakhstan. Cameco produit et commercialise également les réacteurs nécessaires à la transformation de l'uranium en électricité.

### Mines d'uranium
- Mine de Cigar Lake
- Crow Butte

### Usines
- Usine de raffinerie de Port Hope. En 2007, l'usine est fermée à la suite de la découverte de résidus d'uranium sous l'usine, provoquant le licenciement de 25 employés. En mai 2009, sa réouverture partielle est annoncée, ainsi que la ré-embauche des 25 employés licenciés[16]. Pour l'activiste Helen Caldicott, toute la ville (l'air, l'eau potable, les poissons, la plage, les sols) a été potentiellement contaminée par l'usine de raffinerie ainsi que par les millions de mètres cubes de déchets radioactifs enterrés sous la terre[17].

### Autres activités
En 2006, Cameco détenait également 52 % de Centerra Gold, une entreprise d'exploitation de mines d'or.

## Direction
- Tim Gitsel, PDG
- Grant Isaac, directeur financier
- Robert Steane, directeur des opérations

En 2008, les 5 principaux dirigeants de Cameco ont cumulé un salaire de 10,3 millions $.